# Лунка де Сус (Харгита)
Лунка де Сус (рум. Lunca de Sus) насеље је у Румунији у округу Харгита у општини Лунка де Сус. Oпштина се налази на надморској висини од 973 m.

## Историја
По "Румунској енциклопедији" место "Горњи Лунк" се помиње 1365. године. Мештани су од 1734. године почели да се баве рударством и били запослени у жељезари.

## Становништво
Према подацима из 2002. године у насељу је живело 3424 становника.

### Попис2002.
| Расподела становништва по националности 2002.‍ | Расподела становништва по националности 2002.‍ | Расподела становништва по националности 2002.‍ | Расподела становништва по националности 2002.‍ | Расподела становништва по националности 2002.‍ |
| --------------------------------------------- | --------------------------------------------- | --------------------------------------------- | --------------------------------------------- | --------------------------------------------- |
|                                               |                                               |                                               |                                               |                                               |
| Румуни                                        | Румуни                                        |                                               | 98                                            | 2,9%                                          |
| Мађари                                        | Мађари                                        |                                               | 3.326                                         | 97,1%                                         |

### Хронологија
| Година       | 1992 | 1993 | 1994 | 1995 | 1996 | 1997 | 1998 | 1999 | 2000 | 2001 | 2002 | 2003 | 2004 | 2005 | 2006 | 2007 | 2008 | 2009 | 2010 | 2011 | 2012 | 2013 | 2014 | 2015 | 2016 | 2017 |
| ------------ | ---- | ---- | ---- | ---- | ---- | ---- | ---- | ---- | ---- | ---- | ---- | ---- | ---- | ---- | ---- | ---- | ---- | ---- | ---- | ---- | ---- | ---- | ---- | ---- | ---- | ---- |
| Становништво | 3418 | 3420 | 3392 | 3414 | 3451 | 3532 | 3468 | 3471 | 3496 | 3529 | 3542 | 3556 | 3561 | 3536 | 3523 | 3522 | 3497 | 3481 | 3474 | 3480 | 3471 | 3461 | 3420 | 3416 | 3414 | 3419 |